# 3 Nights in Oslo
3 Nights in Oslo ist ein Jazzalbum des Peter Brötzmann Chicago Tentet +1. Die am 19., 20. und 21. Februar 2009 im Veranstaltungsort Nasjonal Jazzscene, Oslo, entstandenen Aufnahmen erschienen 2010 in der aus fünf Compact Discs bestehenden Ausgabe auf dem Label Smalltown Superjazzz.

## Hintergrund
Mit dem Auftritt auf dem Molde International Jazz Festival im September 2007 feierte der deutsche Saxophonist Peter Brötzmann das zehnjährige Bestehen seines Chicago Tentet. Anderthalb Jahre später, im Februar 2009, verbrachte der Saxophonist drei Nächte mit seinem Ensemble in Oslo, darunter Ken Vandermark, Joe McPhee, Jeb Bishop, Johannes Bauer, Mats Gustafsson, Fred Lonberg-Holm, Kent Kessler, Michael Zerang und Paal Nilssen-Love. Bei diesen Konzerten bildeten die Musiker verschiedene Zusammenstellungen, darunter mehrere Duo-Konstellationen, ein Saxophon-Trio (Vandermark, Gustafsson, Brötzmann), ein Schlagzeug-Duo (Zerang/Nilssen-Love), das Survival Unit III (mit Zerang, McPhee und Longberg-Holm) und einen Posaunenchor aus Jeb Bishop, McPhee, Johannes Bauer und Per Åke Holmlander.

## Titelliste
- Peter Brötzmann Chicago Tentet + 1: 3 Nights in Oslo (Smalltown Superjazzz STSJ197CD)[1]

CD 1
1. Peter Brötzmann Chicago Tentet + 1 – Untitled (Brötzmann) 53:15

CD 2
1. Sonore – Untitled [Ken Vandermark, Mats Gustafsson, Peter Brötzmann] 12:48
2. Sonore – Untitled [Ken Vandermark, Mats Gustafsson, Peter Brötzmann] 11:25
3. Michael Zerang / Paal Nilssen-Love – Untitled 22:27
4. Johannes Bauer / Per Åke Holmlander: Untitled 10:54
5. Johannes Bauer / Per Åke Holmlander: Untitled 7:21

CD 3
1. Joe McPhee / Ken Vandermark – Untitled 9:38
2. Joe McPhee / Ken Vandermark – Untitled 10:14
3. Jeb Bishop / Paal Nilssen-Love – Untitled 15:00
4. Jeb Bishop / Paal Nilssen-Love – Untitled 14:36

CD 4
1. Survival Unit III: Untitled [Fred Lonberg-Holm, Joe McPhee, Michael Zerang] 15:10
2. Survival Unit III – Untitled [Fred Lonberg-Holm, Joe McPhee, Michael Zerang] 10:50
3. Trombone Choir: Untitled [Jeb Bishop, Joe McPhee, Johannes Bauer, Per Åke Holmlander] 13:01
4. Trombone Choir – Untitled [Jeb Bishop, Joe McPhee, Johannes Bauer, Per Åke Holmlander] 8:09
5. Trombone Choir – Untitled [Jeb Bishop, Joe McPhee, Johannes Bauer, Per Åke Holmlander] 4:08

CD 5
1. Peter Brötzmann Chicago Tentet + 1: Untitled (Brötzmann) 36:32
2. Peter Brötzmann Chicago Tentet + 1: Untitled (Brötzmann) 16:28

## Rezeption

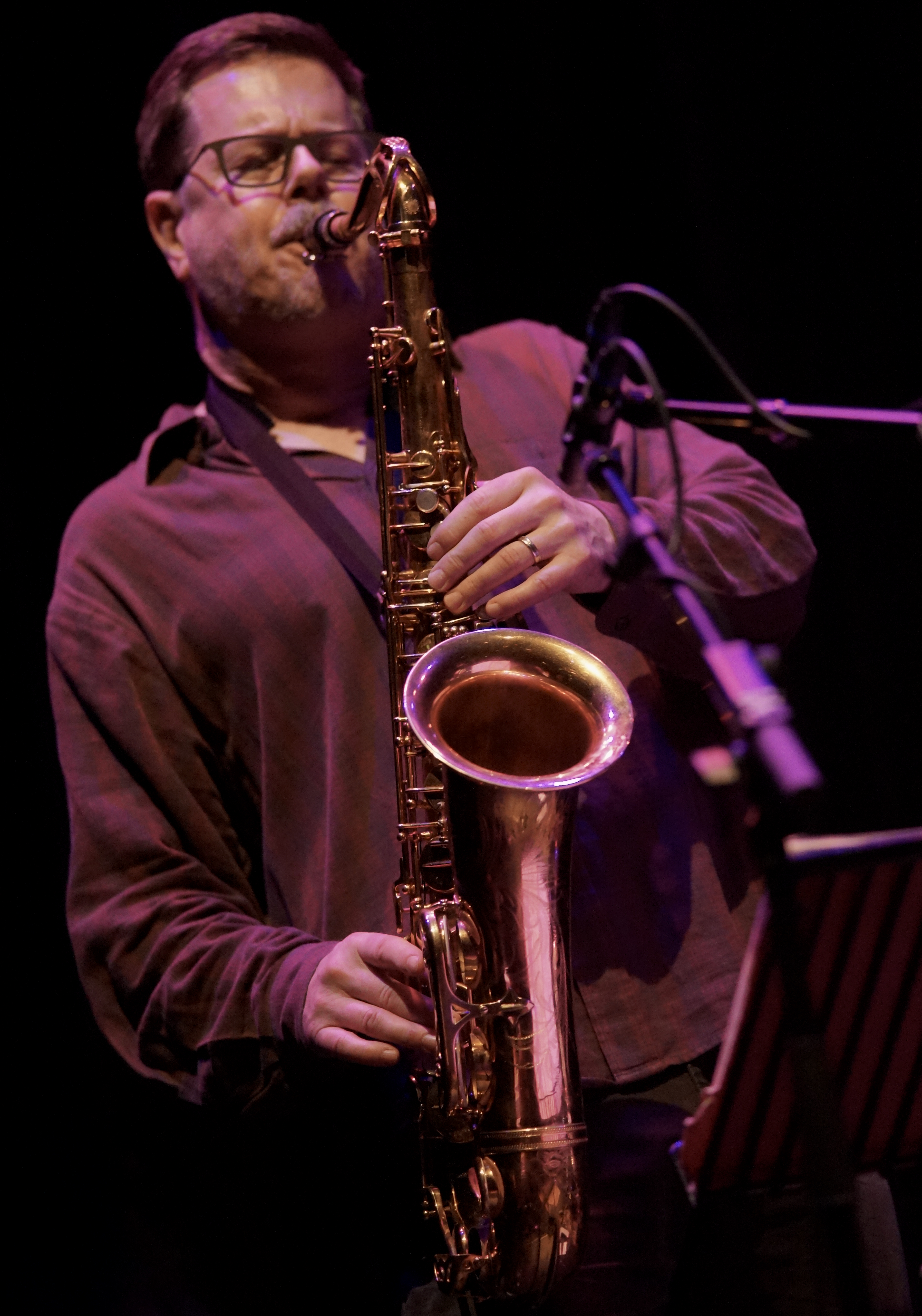
Ken Vandermark im Tivoli Vredenburg Utrecht 2017

Dies sei ein Fünf-Sterne-Album für Bewunderer von Vollgas-Free-Jazz-Improvisationen, schrieb John Fordham im Guardian. Aber die Veranstaltung sei weitgehend im Stil von Derek Baileys Company Weeks verlaufen, bei der sich verschiedene Kombinationen von Spielern spontan gebildet hätten, um eine bemerkenswert breite Palette an Stimmungen und Texturen zu erkunden, wobei Brötzmann selbst nicht in sieben der Ad-hoc-Gruppierungen vertreten sei. Manchmal deute der hymnische Saxophon-Chor-Sound der Gruppe auf die Wurzeln dieses Ansatzes in John Coltranes Ascension [1965] hin, aber es gebe auch faszinierende Untergruppen wie das Sonore-Trio mit drei Saxophonen, ekstatische Schlagzeugduette, fast lyrische Episoden für die Saxophonisten McPhee und Vandermark, abstrakte Improvisationspassagen für Cello, Elektronik und Perkussion, Interaktionen ausschließlich mit Blechbläsern und vieles mehr. Die Mitschnitte würden ein virtuoses Erlebnis für Free-Jazz-Fans mit starken Nerven darstellen.
Der Mitschnitt habe eine schöne Symmetrie in seiner Abfolge, meinte Derek Taylor in Dusted; zwei Tentett-Aufführungen würden die schillernde Arbeit von sieben Untergruppen ergänzen, beginnend mit dem Holzbläser-Trio Sonore. Brötzmann, Vandermark und Mats Gustafsson sorgten sowohl auf dem Papier als auch in der Praxis für eine gewaltige Zurschaustellung ihrer Fähigkeiten, aber wie bei ihren früheren Begegnungen in diesem Format sei es oft am beeindruckendsten, wie sie diese verfügbare Intensität mit einer Kammermusik-artigen kontrapunktischen Komplexität der Linien milderten. Mittlerweile habe die Band ein gutes Dutzend Aufnahmen vorzuweisen, aber da es zahlreiche Möglichkeiten (einschließlich dieser) gebe, sich selbst zu recyceln, sei sie noch nicht in die Falle der Wiederholung des Repertoires getappt. Diese hübsche Edition sei ein Beweis für den kollektiven und individuellen Einfallsreichtum bei der Entdeckung neuer Diskursmuster.